# Cortodera longicornis
Cortodera longicornis là một loài bọ cánh cứng trong họ Cerambycidae.